# S/S Hedda
S/S Hedda var ett svenskbyggt lastfartyg som minsprängdes under andra världskriget.
S/S Hedda byggdes 1920 till skeppsredaren B Stolt-Nielsen i Haugesund och hette då Marie Nielsen. Hon såldes 1926 för 425 000 kr till Agdesidens rederi i Arendal. I dess tjänst gick fartyget under namnet Jomaas. 1930 kom ångaren under svensk flagg genom inköp till Höganäs av det nybildade Rederiet AB Kullaberg, skeppsredare Axel Sjösten. Jommas övertogs i Oslo och omdöptes till Hedda med kapten G Krabbe som befälhavare.

## Minsprängningen
Söndagen den 23 november 1941 befann sig Hedda i Nordsjön utanför Borkum på väg till Emden med malmlast från Västerås, då en minexplosion inträffade. Besättningen kunde räddas och endast tre man som hade erhållit lättare skador fördes till sjukhus i Emden. Hedda sjönk norr om Borkums fyr fyra sjömil sydost om angöringsbojen till Ems och låg med bryggan ovan vattnet. Så småningom borrade hon ned sig i bottensedimentet, varigenom bärgning omöjliggjordes.